# Lkáň
Lkáň är en ort i Tjeckien.   Den ligger i regionen Ústí nad Labem, i den nordvästra delen av landet, 50 km nordväst om huvudstaden Prag. Lkáň ligger 211 meter över havet och antalet invånare är 154.
Terrängen runt Lkáň är platt åt sydost, men åt nordväst är den kuperad.Runt Lkáň är det ganska glesbefolkat, med 42 invånare per kvadratkilometer. Närmaste större samhälle är Litoměřice, 15,2 km nordost om Lkáň. Trakten runt Lkáň består till största delen av jordbruksmark.